# 马丁·卡尔
马丁·卡尔（德語：Martin Karl，1911年6月3日—1942年3月1日），德国前男子赛艇运动员。他曾代表德国参加1936年夏季奥林匹克运动会赛艇比赛，获得男子四人单桨无舵手金牌。